# 利比亞奧林匹克委員會
利比亞奧林匹克委員會（Libyan Olympic Committee）是比利亞的國家奧林匹克委員會。該組織成立於1962年，是國際奧委會和非洲國家奧林匹克委員會聯合會的成員。1964年，首次派員參加在日本東京舉行的夏季奧運會。
現時，利比亞奧林匹克委員會的總部設在首都的黎波里，主席是Mr Marwan Kamel Maghur。

## 資料來源
1. ↑  .   [2014-04-18]. （原始内容存档于2009-02-03）.